# Patricia Polifka
Patricia Polifka (Gera, 8 novembre 1984) è un'ex bobbista, ex ostacolista ed ex multiplista tedesca.

## Biografia

### Gli inizi nell'atletica
Prima di dedicarsi al bob, Patricia Polifka ha praticato l'atletica leggera prevalentemente a livello nazionale juniores e under 23; gareggiò infatti nelle gare a ostacoli ai campionati nazionali juniores del 2002 e del 2003, sia outdoor che indoor. È stata inoltre una multiplista di buon livello, avendo partecipato a diversi meeting internazionali.

### Il passaggio al bob
Compete professionalmente nel bob dal 2006 come frenatrice per la squadra nazionale tedesca. Si distinse nelle categorie giovanili conquistando una medaglia d'argento ai campionati mondiali juniores, vinta nell'edizione di Innsbruck 2008 in coppia con Stefanie Szczurek.
Esordì in Coppa del Mondo nella stagione 2011/12, il 27 gennaio 2006 ad Altenberg, occasione in cui ottenne anche il suo primo podio, terminando la gara del bob a due al secondo posto in coppia con Claudia Schramm. Ha gareggiato anche nel circuito minore della Coppa Europa dal 2007 al 2014, ottenendo in totale 14 vittorie su 23 gare disputate.
Partecipò ai campionati mondiali di Lake Placid 2009, dove vinse la medaglia d'oro nella competizione a squadre, partecipando nella frazione del bob a due femminile in coppia con Sandra Kiriasis, con la quale giunse inoltre settima nella gara di bob a due.

## Palmarès

### Mondiali
- 1 medaglia:
  - 1 oro (gara a squadre a Lake Placid 2009).

### Mondiali juniores
- 1 medaglia:
  - 1 oro (bob a due a Innsbruck 2008);

### Coppa del Mondo
- 2 podi (nel bob a due):
  - 1 secondo posto;
  - 1 terzo posto.

### Campionati tedeschi
- 1 medaglia:
  - 1 argento (bob a due a Winterberg 2014[2]).

### Circuiti minori

#### Coppa Europa
- 19 podi (tutti nel bob a due):
  - 14 vittorie;
  - 3 secondi posti;
  - 2 secondi posti.